# Echeta pandiona
Echeta pandiona là một loài bướm đêm thuộc phân họ Arctiinae, họ Erebidae.